# Ꝧ
Cette page contient des caractères spéciaux ou non latins. S’ils s’affichent mal (▯, ?, etc.), consultez la page d’aide Unicode.
Ꝧ (minuscule ꝧ), appelé thorn barré à travers la descendante ou à travers le jambage inférieur, est une lettre additionnelle de l’alphabet latin utilisée en vieux norrois comme abréviation de -Þeim ou -Þeir au Moyen Âge.  Sa forme provient d’un thorn ‹ Þ þ › barré à travers le jambage inférieur.

## Représentations informatiques
Le thorn barré à travers la descendante peut être représenté avec les caractères Unicode (latin étendu D) suivants :
| formes    | représentations | chaînes de caractères | points de code | descriptions                                                 |
| --------- | --------------- | --------------------- | -------------- | ------------------------------------------------------------ |
| capitale  | Ꝧ               | Ꝧ                     | U+A766         | lettre majuscule latine thorn barré à travers la descendante |
| minuscule | ꝧ               | ꝧ                     | U+A767         | lettre minuscule latine thorn barré à travers la descendante |